# Pimenta
Pour les articles homonymes, voir Pimenta (homonymie).
Genre
Classification phylogénétique
Pimenta est un genre de plantes à fleurs de la famille des Myrtaceae. Il comprend environ 40 espèces d'arbre originaires des zones humides de l'Amérique centrale. 

## Description
Ce sont généralement des arbres qui peuvent atteindre 30 mètres de haut quoique, la plupart du temps, ils ne mesurent que 6 à 15 mètres. Le tronc fait une cinquantaine de centimètres de diamètre, bien droit avec des branches ascendantes et un houppier ovoïde. Les feuilles sont simples, ovales, brillantes, vertes, plus claires sous le dessous et dégagent une odeur de piment lorsqu'on les malaxe. Les fleurs  sont groupées en panicules axillaires de 6 à 12 centimètres de diamètre. Les fleurs sont hermaphrodites, de 6 mm de diamètre avec un calice vert et des pétales blancs. Le fruit est une baie noire de 10 × 5 mm² avec 1 à 2 graines.

## Liste d'espèces
- Pimenta acris
- Pimenta acuminata
- Pimenta adenoclada
- Pimenta anisomera
- Pimenta aromatica
- Pimenta cainitoides
- Pimenta dioica (L.) Merr. - Piment de la Jamaïque
- Pimenta ferruginea
- Pimenta filipes
- Pimenta guatemalensis
- Pimenta odiolens
- Pimenta oligantha
- Pimenta podocarpoides
- Pimenta racemosa (Mill.) J.W.Moore
- Pimenta richardii

## Galerie

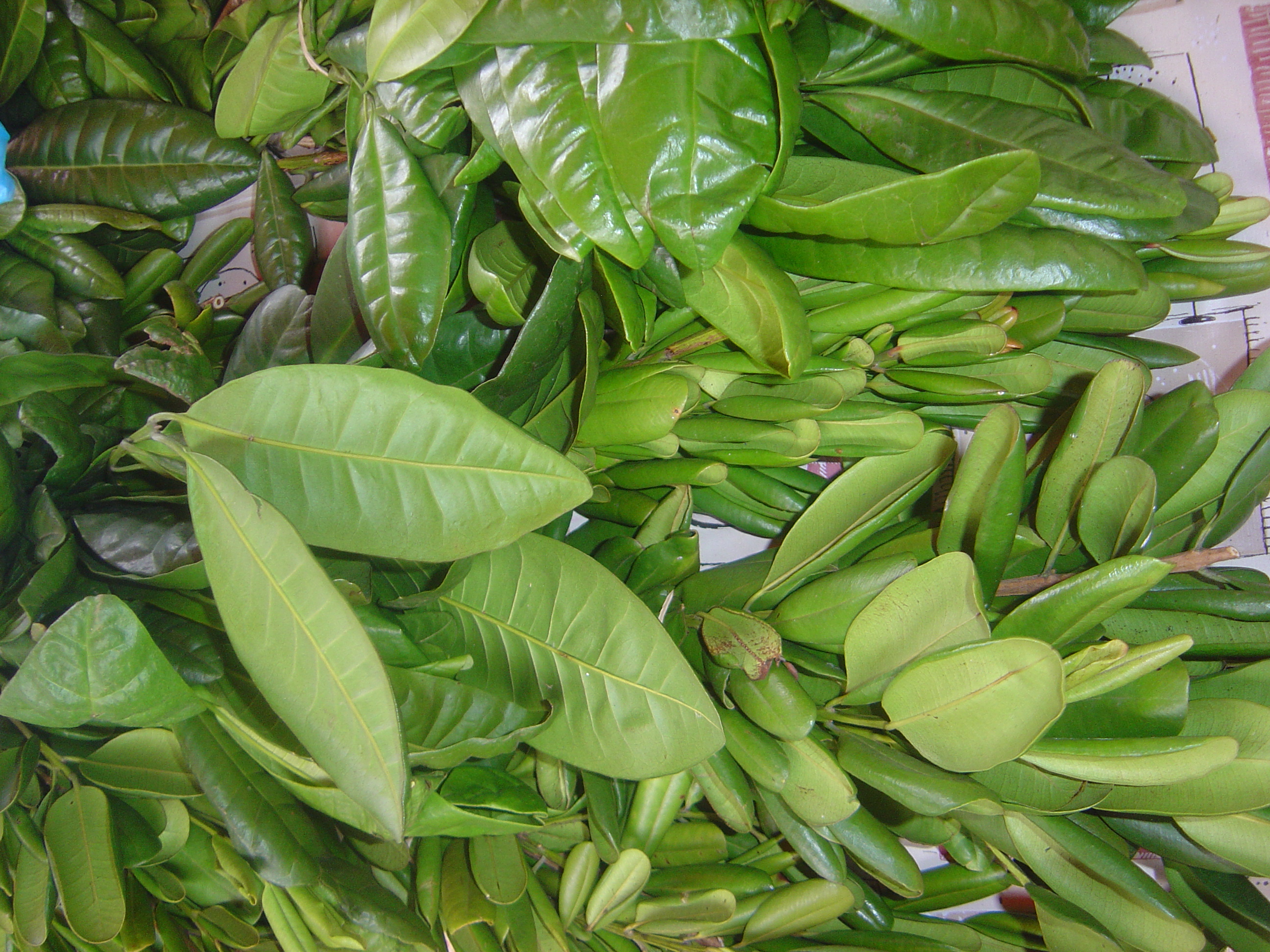
Feuilles.
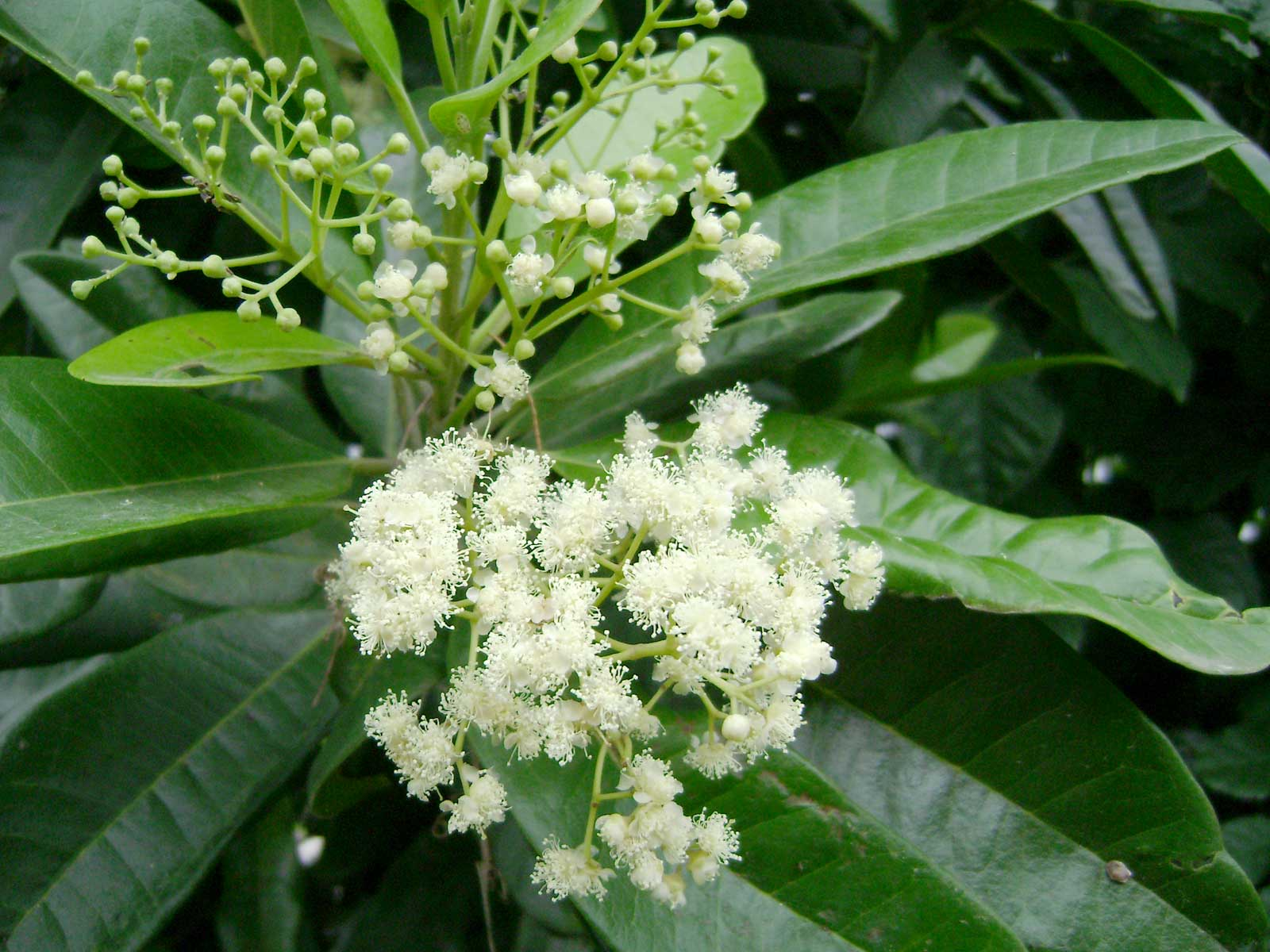
Fleurs.
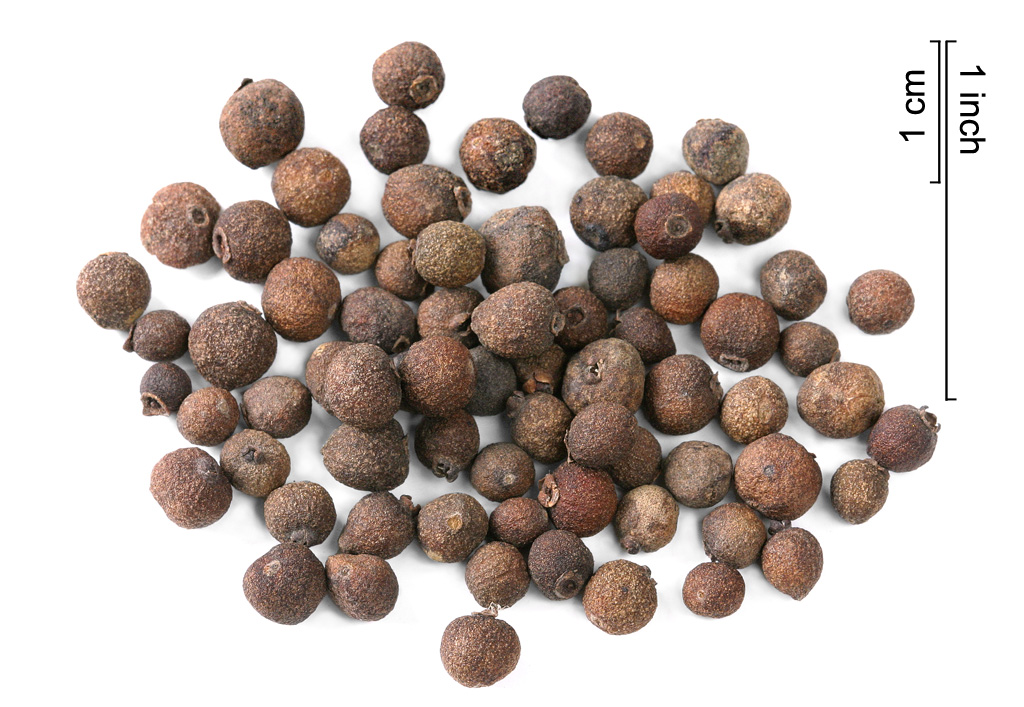
Fruits secs.